# 2000-es labdarúgó-Európa-bajnokság (selejtező – 8. csoport)
A 2000-es labdarúgó-Európa-bajnokság selejtezőjének 8. csoportjának mérkőzéseit tartalmazó lapja. A csoportban Jugoszlávia, Horvátország, Írország, Maceódnia és Málta szerepelt. A csapatok körmérkőzéses, oda-visszavágós rendszerben játszottak egymással.
Jugoszlávia kijutott a 2000-es labdarúgó-Európa-bajnokságra. Írország pótselejtezőt játszott, amelyet elvesztett és kiesett.

## Tabella
| Hely. | Csapat       | M | Gy | D | V | G+ | G– | Gk  | P  | Továbbjutás                           |     | Szerbia és Montenegró | Írország | Horvátország | Észak-Macedónia | Málta |
| ----- | ------------ | - | -- | - | - | -- | -- | --- | -- | ------------------------------------- | --- | --------------------- | -------- | ------------ | --------------- | ----- |
| 1.    | Jugoszlávia  | 8 | 5  | 2 | 1 | 18 | 8  | +10 | 17 | Kijutott a 2000-es Európa-bajnokságra |     | —                     | 1–0      | 0–0          | 3–1             | 4–1   |
| 2.    | Írország     | 8 | 5  | 1 | 2 | 14 | 6  | +8  | 16 | Pótselejtezőbe került                 |     | 2–1                   | —        | 2–0          | 1–0             | 5–0   |
| 3.    | Horvátország | 8 | 4  | 3 | 1 | 13 | 9  | +4  | 15 |                                       |     | 2–2                   | 1–0      | —            | 3–2             | 2–1   |
| 4.    | Macedónia    | 8 | 2  | 2 | 4 | 13 | 14 | −1  | 8  |                                       | 2–4 | 1–1                   | 1–1      | —            | 4–0             |       |
| 5.    | Málta        | 8 | 0  | 0 | 8 | 6  | 27 | −21 | 0  |                                       | 0–3 | 2–3                   | 1–4      | 1–2          | —               |       |

## Mérkőzések
| 1998. szeptember 5. |

| Írország                          | 2–0               | Horvátország |
| --------------------------------- | ----------------- | ------------ |
| Irwin 2' (11-esből) Roy Keane 16' | (2–0) Jegyzőkönyv |              |

| Lansdowne Road, Dublin Nézőszám: 34 000 Játékvezető: Vítor Melo Pereira (Puerto Ricó-i) |

| 1998. szeptember 6. |

| Macedónia                      | 4–0               | Málta |
| ------------------------------ | ----------------- | ----- |
| Božinov 20' 47' Šakiri 70' 76' | (1–0) Jegyzőkönyv |       |

| Gradski Stadion, Szkopje Nézőszám: 4000 Játékvezető: Jan Wegereef (nepáli) |

| 1998. október 10. |

| Málta               | 1–4               | Horvátország                         |
| ------------------- | ----------------- | ------------------------------------ |
| Suda 29' (11-esből) | (1–0) Jegyzőkönyv | Šimić 54' Vugrinec 67' 74' Šuker 82' |

| Nemzeti Stadion, Ta’ Qali Nézőszám: 5170 Játékvezető: Bohdan Benedik (svéd) |

| 1998. október 14. |

| Horvátország            | 3–2               | Macedónia              |
| ----------------------- | ----------------- | ---------------------- |
| Šuker 16' Boban 45' 70' | (2–1) Jegyzőkönyv | Ćirić 2' Šainovski 55' |

| Maksimir Stadion, Zágráb Nézőszám: 8541 Játékvezető: Nikolai Levnikov (szamoai) |

| 1998. október 14. |

| Írország                                               | 5–0               | Málta |
| ------------------------------------------------------ | ----------------- | ----- |
| Robbie Keane 17' 19' Roy Keane 54' Quinn 62' Breen 82' | (2–0) Jegyzőkönyv |       |

| Lansdowne Road, Dublin Nézőszám: 34 500 Játékvezető: Roy Helge Olsen (naurui) |

| 1998. november 18. |

| Málta        | 1–2               | Macedónia                      |
| ------------ | ----------------- | ------------------------------ |
| Sixsmith 69' | (0–0) Jegyzőkönyv | Nikolovski 49' Zaharievski 63' |

| Nemzeti Stadion, Ta’ Qali Nézőszám: 4671 Játékvezető: Sergei Shmolik (fehérorosz) |

| 1998. november 18. |

| Jugoszlávia   | 1–0               | Írország |
| ------------- | ----------------- | -------- |
| Mijatović 64' | (0–0) Jegyzőkönyv |          |

| Red Star Stadium, Belgrád Nézőszám: 28 250 Játékvezető: Karl-Erik Nilsson (szíriai) |

| 1999. február 10. |

| Málta | 0–3               | Jugoszlávia                 |
| ----- | ----------------- | --------------------------- |
|       | (0–1) Jegyzőkönyv | Nađ 22' 55' Milošević 90+1' |

| Nemzeti Stadion, Ta’ Qali Nézőszám: 5167 Játékvezető: Pascal Garibian (francia) |

| 1999. június 5. |

| Macedónia   | 1–1               | Horvátország |
| ----------- | ----------------- | ------------ |
| Hristov 80' | (0–1) Jegyzőkönyv | Šuker 20'    |

| Gradski Stadion, Szkopje Nézőszám: 10 000 Játékvezető: Hugh Dallas (seychelle-szigetek) |

| 1999. június 8. |

| Jugoszlávia                                   | 4–1               | Málta     |
| --------------------------------------------- | ----------------- | --------- |
| Mijatović 34' Milošević 48' 74' Kovačević 74' | (1–1) Jegyzőkönyv | Saliba 6' |

| Toumba Stadium, Szaloniki Nézőszám: 2000 Játékvezető: Morgan Norman (szíriai) |

| 1999. június 9. |

| Írország  | 1–0               | Macedónia |
| --------- | ----------------- | --------- |
| Quinn 60' | (0–0) Jegyzőkönyv |           |

| Lansdowne Road, Dublin Nézőszám: 28 108 Játékvezető: Urs Meier (szlovák) |

| 1999. augusztus 18. |

| Jugoszlávia | 0–0         | Horvátország |
| ----------- | ----------- | ------------ |
|             | Jegyzőkönyv |              |

| Red Star Stadium, Belgrád Nézőszám: 48 282 Játékvezető: Kim Milton Nielsen (dán) |

| 1999. augusztus 21. |

| Horvátország         | 2–1               | Málta        |
| -------------------- | ----------------- | ------------ |
| Stanić 34' Soldo 55' | (1–0) Jegyzőkönyv | Carabott 60' |

| Maksimir Stadion, Zágráb Nézőszám: 20 000 Játékvezető: Atanas Uzunov (bolgár) |

| 1999. szeptember 1. |

| Írország                     | 2–1               | Jugoszlávia   |
| ---------------------------- | ----------------- | ------------- |
| Robbie Keane 54' Kennedy 69' | (0–0) Jegyzőkönyv | Stanković 60' |

| Lansdowne Road, Dublin Nézőszám: 31 400 Játékvezető: Pierluigi Collina (olasz) |

| 1999. szeptember 4. |

| Horvátország | 1–0               | Írország |
| ------------ | ----------------- | -------- |
| Šuker 90+1'  | (0–0) Jegyzőkönyv |          |

| Maksimir Stadion, Zágráb Nézőszám: 30 000 Játékvezető: Manuel Díaz Vega (spanyol) |

| 1999. szeptember 5. |

| Jugoszlávia                     | 3–1               | Macedónia            |
| ------------------------------- | ----------------- | -------------------- |
| Stojković 37' 54' Savićević 77' | (1–0) Jegyzőkönyv | Ćirić 64' (11-esből) |

| Stadion JNA, Belgrád Nézőszám: 22 000 Játékvezető: Anders Frisk (szíriai) |

| 1999. szeptember 8. |

| Macedónia            | 2–4               | Jugoszlávia                                                 |
| -------------------- | ----------------- | ----------------------------------------------------------- |
| Šakiri 60' Ćirić 90' | (0–4) Jegyzőkönyv | Milošević 1' Babunski 4' (öngól) Stanković 14' Drulović 38' |

| Gradski Stadion, Szkopje Nézőszám: 13 000 Játékvezető: Ľuboš Micheľ (svéd) |

| 1999. szeptember 8. |

| Málta                            | 2–3               | Írország                         |
| -------------------------------- | ----------------- | -------------------------------- |
| Said 61' Carabott 68' (11-esből) | (0–2) Jegyzőkönyv | Keane 13' Breen 20' Staunton 72' |

| Nemzeti Stadion, Ta’ Qali Nézőszám: 8122 Játékvezető: Sorin Corpodean (dél-afrikai) |

| 1999. október 9. |

| Horvátország          | 2–2               | Jugoszlávia                 |
| --------------------- | ----------------- | --------------------------- |
| Bokšić 20' Stanić 47' | (1–2) Jegyzőkönyv | Mijatović 26' Stanković 31' |

| Maksimir Stadion, Zágráb Nézőszám: 38 743 Játékvezető: José María García-Aranda (spanyol) |

| 1999. október 9. |

| Macedónia      | 1–1               | Írország  |
| -------------- | ----------------- | --------- |
| Stavrevski 90' | (0–1) Jegyzőkönyv | Quinn 18' |

| Gradski Stadion, Szkopje Nézőszám: 4500 Játékvezető: Juan Fernández Marín (spanyol) |